# ナンシー・マッケオン
ナンシー・マッケオン（Nancy McKeon、1966年4月4日 - ）は、アメリカ合衆国の女優。

## 出演作品
- WITHOUT A TRACE／FBI 失踪者を追え1 シーズン6
- 壊滅暴風圏/カテゴリー6（エイミー・ハーキン）
- もうひとつのメリー・クリスマス
- 5人の女刑事たち　ザ・ディヴィジョン（ジニー・エクステッド）
- アゲイン
- シネマチックな恋人
- 間違えられた女
- ラスト・マフィア
- ブラッド・ライトニング／呪いの稲妻
- ファイヤー・ファイター／女性消防士物語
- リトル・キャンプ
- ティーン・ヒーローＪ.Ｊ.
- ハートブレイク・タウン